# Ширококлювые танагры
Ширококлювые танагры (лат. Chlorothraupis) — род птиц из семейства кардиналовых (Cardinalidae). Традиционно рассматривались в составе семейства танагровых (Thraupidae). Генетические исследования показали, что представители рода ближе к кардиналовым.
В состав рода включают четыре вида:
- Chlorothraupis carmioli — Жёлтая ширококлювая танагра — Центральная Америка от Никарагуа до Панамы
- Chlorothraupis frenata Berlepsch, 1907
- Chlorothraupis olivacea — Желтобровая ширококлювая танагра — Панама и Колумбия
- Chlorothraupis stolzmanni — Желтогрудая ширококлювая танагра — Колумбия и Эквадор

Длина тела составляет от 15,2—17,8 см до 18 см. Птицы обитают в субтропических и тропических низменных влажных лесах и на прибрежных участках рек, речек, ручьёв, на высоте от 0 до 2100 метров над уровнем моря.